# پائولو پیتزو
پائولو پیتزو (انگلیسی: Paolo Pizzo؛ زادهٔ ۴ آوریل ۱۹۸۳) ورزشکار شمشیربازی اهل ایتالیا است.
وی در مسابقات کشوری و بین‌المللی در مجموع برندهٔ ۲ مدال طلا، ۴ مدال نقره شده‌است.